# Waldrapp
Der Waldrapp (Geronticus eremita) ist ein etwa gänsegroßer Ibis. Nächster Verwandter ist der zur gleichen Gattung gehörende Glattnackenrapp. Früher zu den Schreitvögeln gestellt, gehören Ibisse nach neueren Erkenntnissen in die Ordnung Pelecaniformes. Historische Bezeichnungen für diese Art sind Schopfibis, Mähnenibis, Klausrapp, Steinrapp, Klausrabe und Waldhopf.
Der Waldrapp wird vom IUCN auf der Roten Liste gefährdeter Arten aktuell in der Gefährdungskategorie stark gefährdet (EN = Endangered) eingestuft, nachdem er zuvor bereits unter der Klassifikation vom Aussterben bedroht (CR = Critically Endangered) geführt worden war.
In Europa war er einst ein häufiger Vogel, der in Frankreich, in der Schweiz, in Deutschland, Österreich (zuletzt dort in der Steiermark), Spanien und im Westen des Balkans beheimatet war. Im 17. Jahrhundert wurden die Waldrappe in Mitteleuropa durch intensive Bejagung – die Vögel galten als Delikatesse – sowie den Verlust ihres Lebensraumes ausgerottet.
Nach einem Tiefpunkt Mitte der 1990er Jahre mit nur noch etwa 220 Vögeln in Freiheit ist der Wildbestand seitdem beständig gewachsen. In freier Wildbahn lebten in Marokko im Jahre 2019 etwa 700 Vögel und etwa 325 halbwild in der Türkei. Aufgrund verschiedener laufender Wiederansiedlungsprojekte, die das Ziel haben, den Waldrapp erneut als Brutvogel in Europa zu etablieren, gab es 2020/21 wieder ungefähr 340 freilebende Vögel. Der Bestand an wild oder halbwild lebenden Vögeln lag 2020 bei etwa 1400. Darüber hinaus werden etwa 2000 Vögel in Gefangenschaft gehalten. Die weltweit größte Waldrapp-Voliere befindet sich seit 2003 in Waidhofen an der Thaya.

## Merkmale
Adulte Tiere erreichen inklusive Schwanzfedern eine Körperlänge von 60 (bei Weibchen) bis 75 cm (bei Männchen), die Flügelspannweite beträgt 125 bis 135 cm. Die Lebenserwartung liegt bei etwa 15 bis 20 Jahren. Das Gewicht eines ausgewachsenen Waldrapps beträgt bis zu 1,5 kg. Das komplette Gefieder ist pechschwarz und metallisch glänzend. Es weist an Hals und Bauch einen gräulich-silbrigen Schimmer auf. Im Nacken, am Rücken, an den Flügelspitzen und auf den Schwanzdeckfedern glänzen die Federn grünlich bis (seltener) bläulich, an den Flügelschultern hingegen violett bis rötlich. Gesicht und Stirn sind kahl und von fleischroter Farbe, die Nackenfedern sind lanzettförmig und stark verlängert, so dass der Eindruck eines Schopfes oder einer Mähne entsteht. Der „Schopf“ kann bei Gefahr oder während der Balz aufgespreizt werden. Der Schnabel ist rot und leicht sichelförmig nach unten gebogen. Die Beine sind kahl und stämmig.
Waldrappe weisen keinen ausgeprägten Geschlechtsdimorphismus auf. Die Weibchen sind lediglich etwas kleiner und leichter als die Männchen. Im ersten Lebensjahr sind Gesicht und Stirn zunächst noch befiedert.

## Verhalten

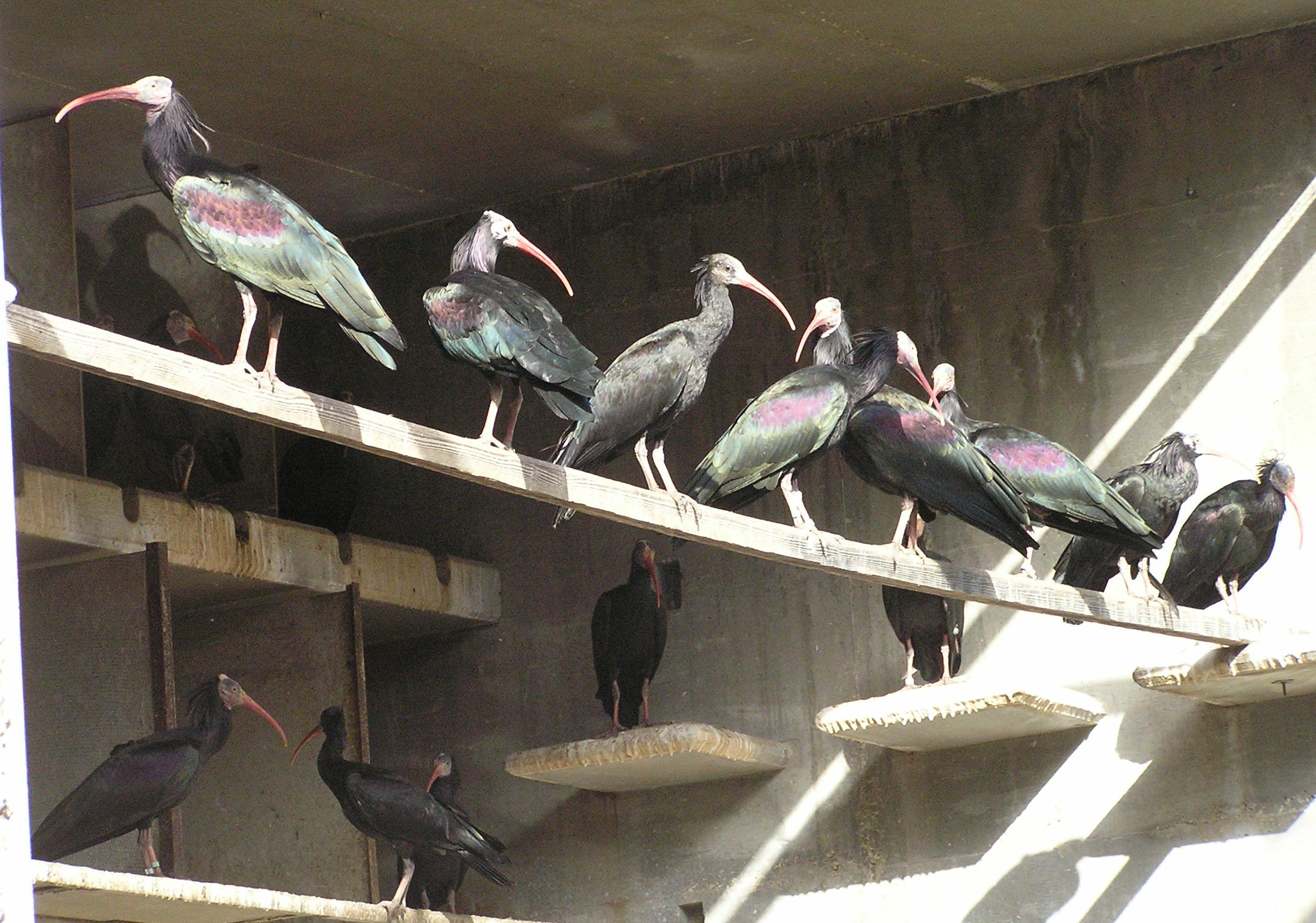
Waldrappe in der Universität von Tel Aviv-Jaffa

### Geselligkeit
Der Waldrapp ist ein geselliger Vogel, der sich zu Kolonien von mehreren Dutzend bis über hundert Exemplaren zusammenschließt. In Zoos gehaltene Einzelpaare kommen regelmäßig nicht zum Brüten. Brutstimmung entsteht erst in einer Kolonie.

### Begrüßungsritual
Zum Verhalten des Waldrapps gehört ein ausgedehntes Begrüßungsritual. Die Vögel umkreisen tagelang die Brut- und Ruhefelsen, bis sie ihren Partner gefunden haben. Nach der Landung werfen Männchen wie Weibchen den Kopf mit aufgestelltem Schopf in den Nacken und verbeugen sich dann unter lauten Chrup-Chrup-Rufen voreinander. Dabei wird dem Gegenüber die individuelle Kopfzeichnung präsentiert. Dieses Verneigungsritual wird mehrfach nacheinander wiederholt. Das Grüßen eines Pärchens löst in der gesamten Waldrapp-Kolonie das Grußritual aus und ist nicht nur auf die Balz- und Paarungszeit beschränkt. Zwischen rivalisierenden Männchen kann es zu Schnabelkämpfen kommen, wenn Nester bedrängt oder Nistmaterialien gestohlen werden. Bei diesen Kommentkämpfen wird jedoch nie ein Vogel verletzt.

## Nahrung und Nahrungserwerb
Die Nahrung des Waldrapps besteht aus Insekten und deren Larven, Würmern, Schnecken und deren Eiern, Heuschrecken, Spinnen, seltener aus kleinen Säugetieren, Reptilien und Amphibien sowie aus pflanzlicher Nahrung. Seine Nahrung sucht der Vogel, indem er mit seinem Schnabel im Boden stochert. Auf den Freiflug- bzw. Wiederansiedlungsgeländen in Österreich (Almtal) und Bayern (Burghausen) sucht er frisch gemähte Wiesen, Feucht- und Auwiesen sowie Uferböschungen und Weiden auf. In den Lebensräumen der letzten Wildpopulationen (Marokko und Syrien, Äthiopien) ist er während der Nahrungssuche auch in Trockensteppen und Halbwüsten zu sehen.

## Fortpflanzung

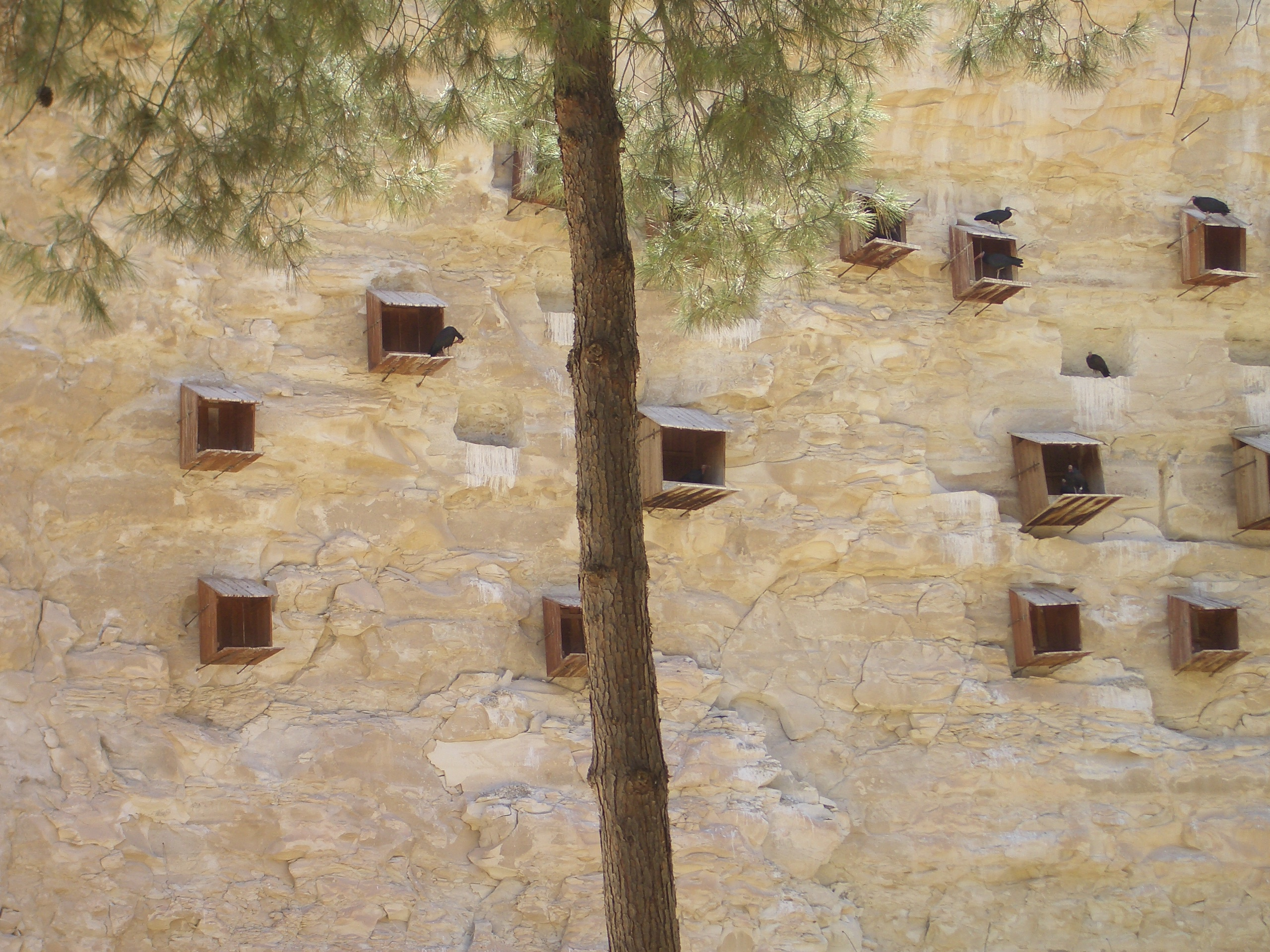
Künstliche Nester einer Kolonie in Birecik

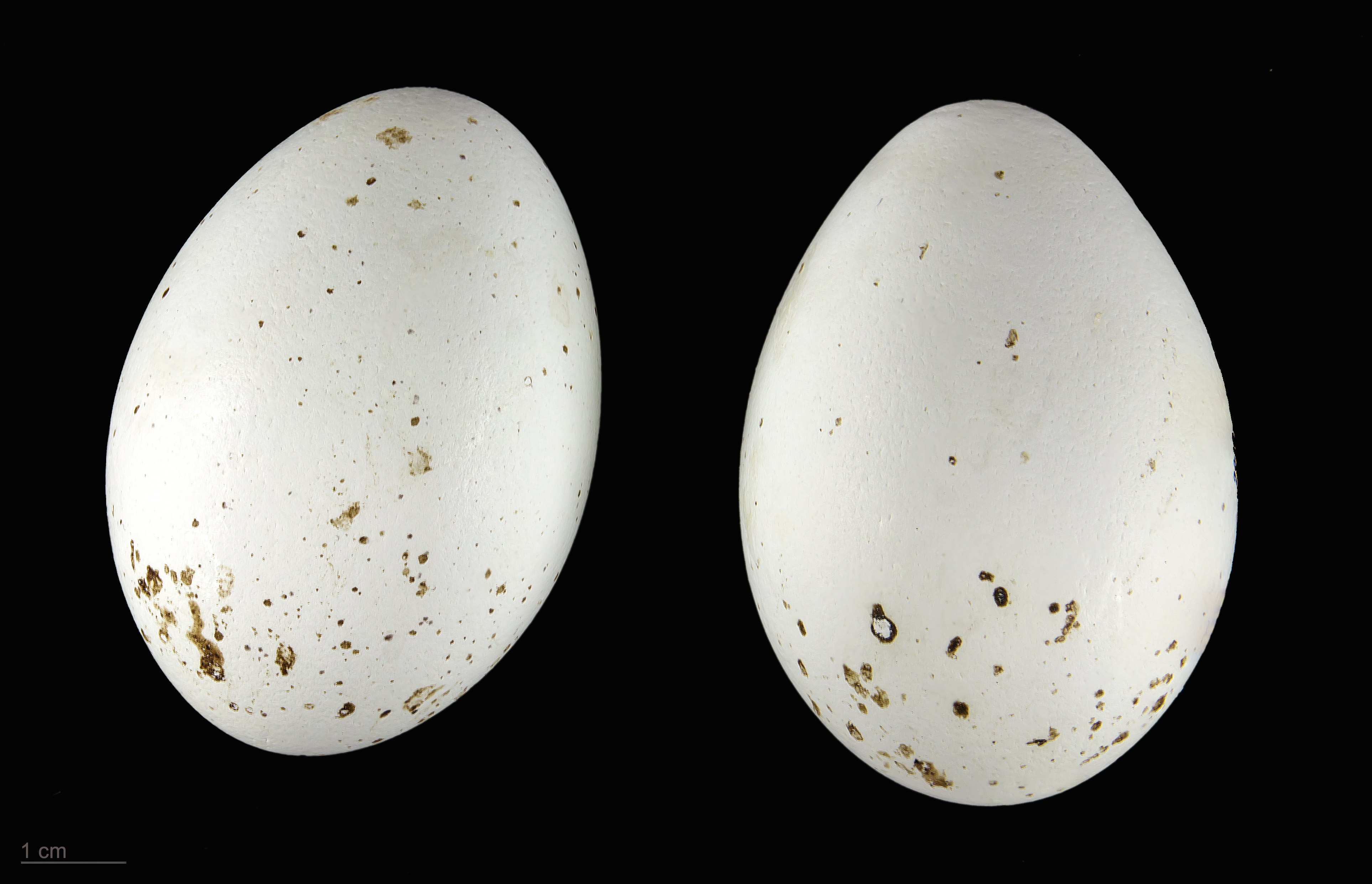
Geronticus eremita

Es findet eine Brut pro Jahr in den Monaten März bis Juni mit zwei bis vier Eiern statt. Brutkolonien finden sich in Felswänden und an Steilküsten. Nester werden aus Zweigen, Gras und Blättern in Felsnischen gebaut. Am Nestbau beteiligen sich beide Geschlechter. Die Brutzeit beträgt 27 bis 28 Tage. Nach 45 bis 50 Tagen, in denen die Jungtiere von anderen Alttieren der Kolonie gefüttert werden, sind sie flügge, verbleiben jedoch noch längere Zeit bei den Eltern, um die Nahrungsbeschaffung zu erlernen. Zwischen 1994 und 2004 schwankte die Zahl der in Freiheit erfolgreich aufgezogenen Jungtiere zwischen 0,6 und 1,6 Jungtieren pro Brutpaar.

## Verbreitung

### Ursprüngliche Verbreitung
Bis ins 17. Jahrhundert war der Waldrapp im Balkan über Ungarn, Italien, Österreich, Schweiz, Süddeutschland, Nordafrika und den Nahen Osten verbreitet.
Im Jahr 2002 wurde eine kleine in Syrien brütende Waldrapppopulation entdeckt, die allerdings von der Größe her keine ausreichende genetische Vielfalt aufwies, um zu überleben, und sich daher nicht halten konnte.

### Heutige Verbreitung

#### Marokko
Im Nationalpark Souss Massa in Marokko wurden im Jahr 1994 etwa 220 Vögel, davon 57 Brutpaare gezählt; 2001 waren es 66 Brutpaare; 2002 rund 315 Vögel; 2003 ca. 85 Brutpaare und 100 Jungvögel; 2004 waren es 420 Vögel, davon 98 Brutpaare und circa 110 Jungvögel. 2014 umfasste der Bestand 524 Vögel, davon 115 Brutpaare und 192 diesjährige Jungvögel. Anfang 2019 erreichte die Gesamtpopulation in den beiden marokkanischen Waldrapp-Kolonien Souss-Massa National Park und Tamri 708 Vögel, nachdem 147 Brutpaare, die in der letzten Brutsaison Eier gelegt hatten, 170 Küken erfolgreich aufgezogen hatten. Die marokkanischen Waldrappe bleiben ganzjährig in ihrem Brutgebiet, was ihren Schutz und ihre Überwachung vereinfacht. Der Souss-Massa-Nationalpark wurde 1991 eingerichtet und Ortsansässige wurden zum Schutz und zur Bewachung der Brutvögel engagiert.

#### Türkei
In Birecik in der Provinz Şanlıurfa in der Türkei bestand die dort halbwild lebende Kolonie im Jahr 2001 aus 42 Adulten und 17 Jungvögeln. 2002 wurden 19 Jungvögel aufgezogen und 2005 gab es insgesamt 86 Vögel. Im Jahre 2018 bestand die wachsende Kolonie aus fast 250 Individuen. Die Vögel brüten hier an einem Steilfelsen mitten in der Stadt. Die Kolonie zählte im Jahr 1911 mindestens tausend Vögel und gedieh bis in die 1950er Jahre gut. Gemäß einer Mitteilung des Präfekten von Birecik vom 2. September 2021 betrug die dortige Population 325 Individuen. Die Waldrappe verließen jedes Jahr Birecik im August und kehrten im Frühling zurück, ihre Rückkehr wurde mit einem Volksfest in der Stadt gefeiert. Nach dem lokalen Aberglauben begleiteten die Waldrappe im Herbst fromme Pilger auf ihrer Haddsch nach Mekka und ein Waldrapp führte Noah, als der nach der Sintflut auf dem Berg Ararat landete. Die Einbettung in die lokale Folklore trug vermutlich erheblich zum Überleben dieser Population bei. In den Jahren 1959 und 1960 starb jedoch ein großer Teil der Population: Mehr als 600 tote Vögel wurden in der Nähe von Birecik gefunden. Sie waren auf den Feldern, wo sie nach Nahrung suchten, einer vermutlich unbeabsichtigten Pestizidvergiftung zum Opfer gefallen. 1989 lebte von der Wildpopulation nur noch ein Vogel. Bereits 1977 begann man mit zwei adulten Waldrappen und neun Jungvögeln eine Brutpopulation in Menschenobhut aufzubauen. Sie lebt heute fast ganzjährig frei auf dem Steilfelsen in der Stadt, wird aber im Herbst eingefangen, damit sie nicht in die unsicheren Winterquartiere in den Süden abwandert.

## Auswilderungsprogramme

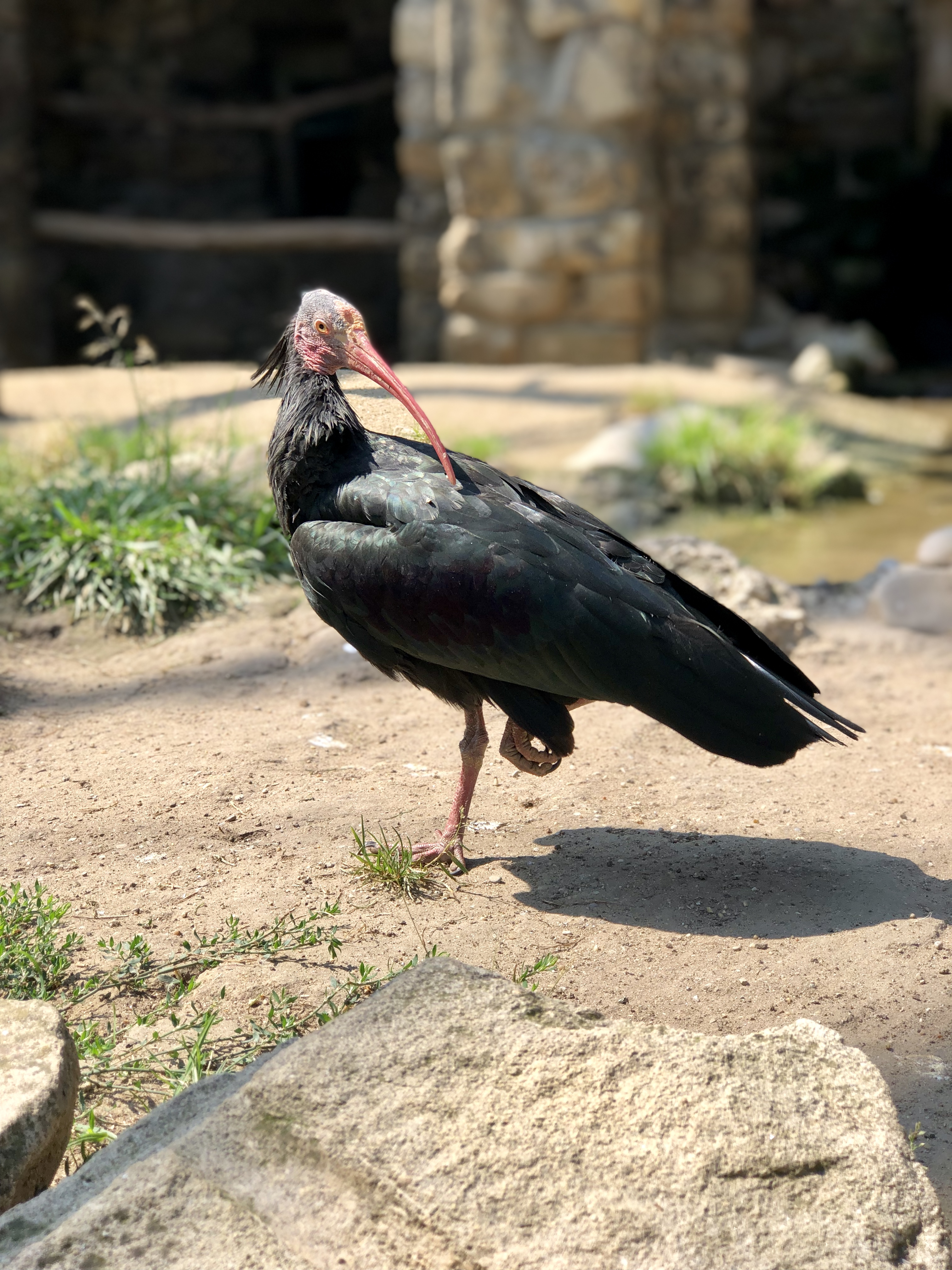
Waldrapp im Wiener Tiergarten Schönbrunn

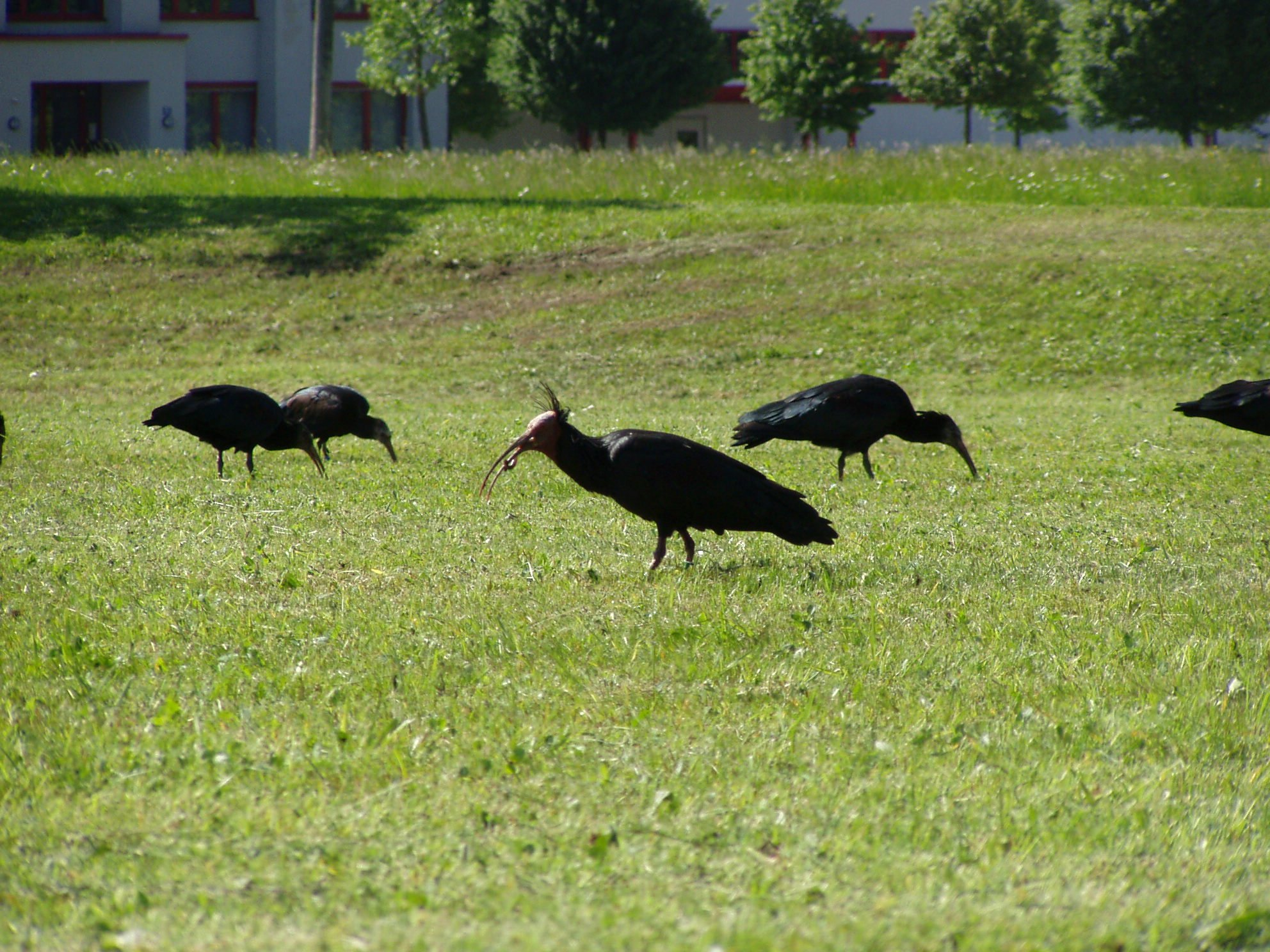
Freie Waldrappe in Grünau im Almtal

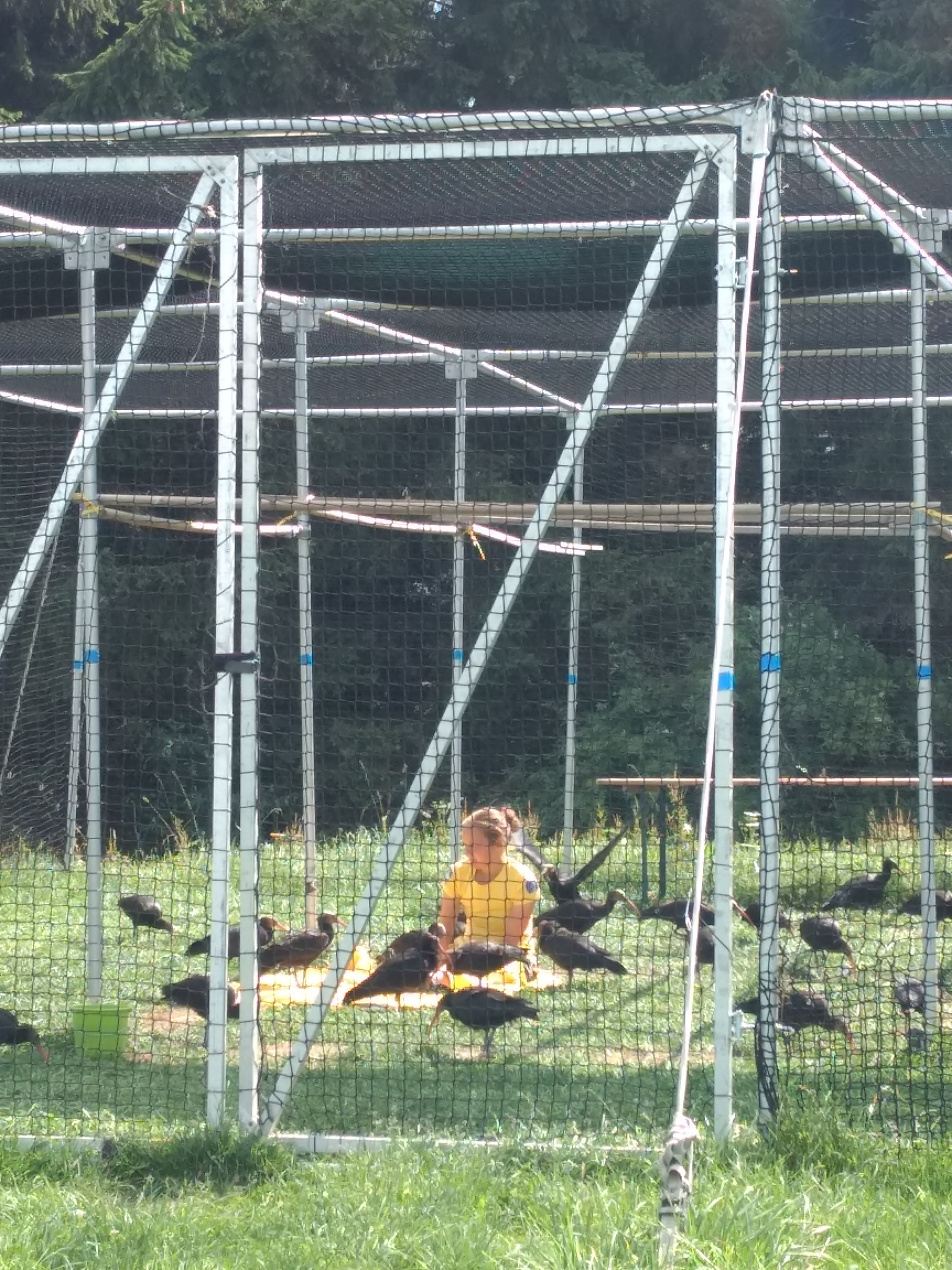
Voliere bei Heiligenberg am Bodensee

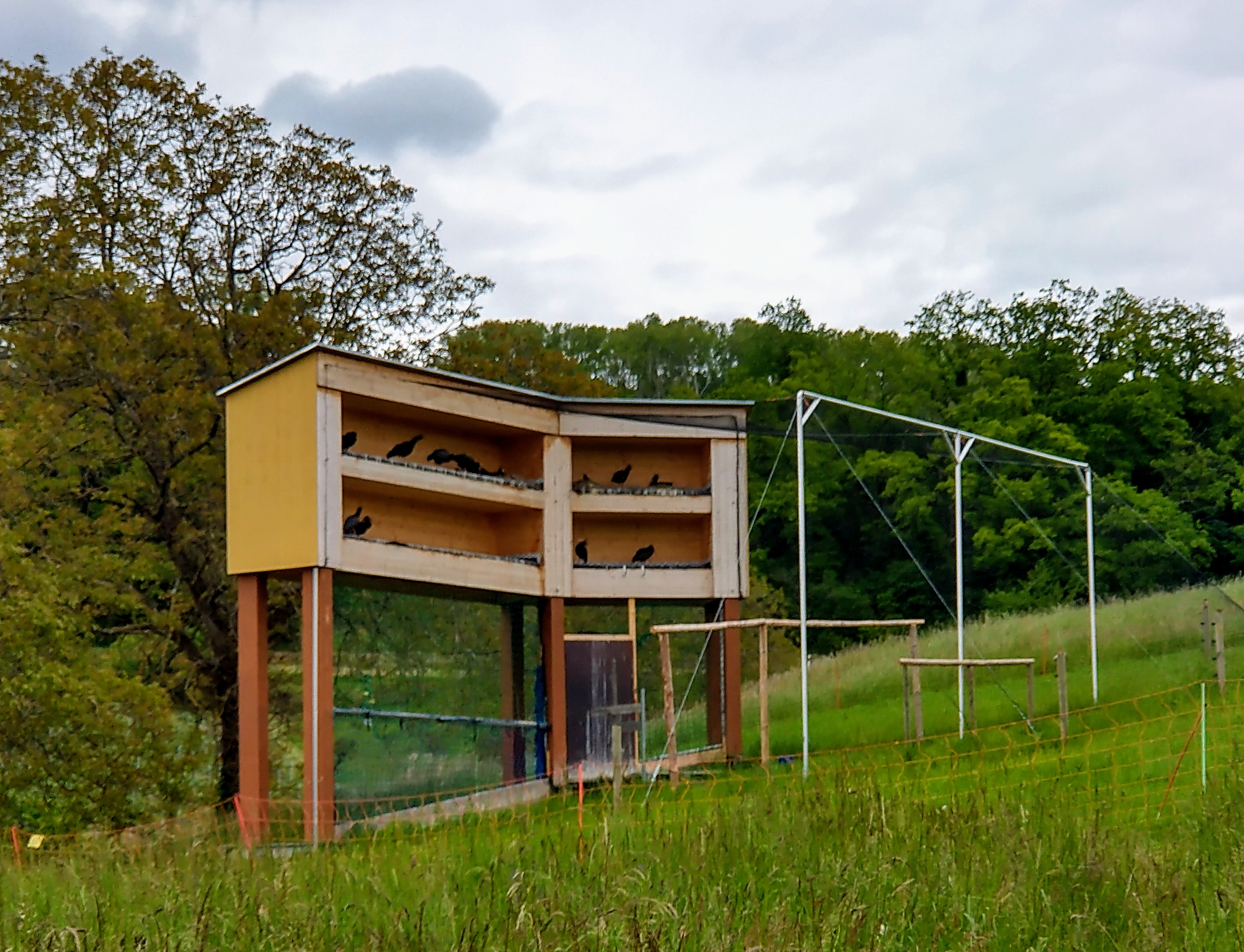
Eine 2021 in Betrieb genommene Brutwand mit Voliere in Überlingen

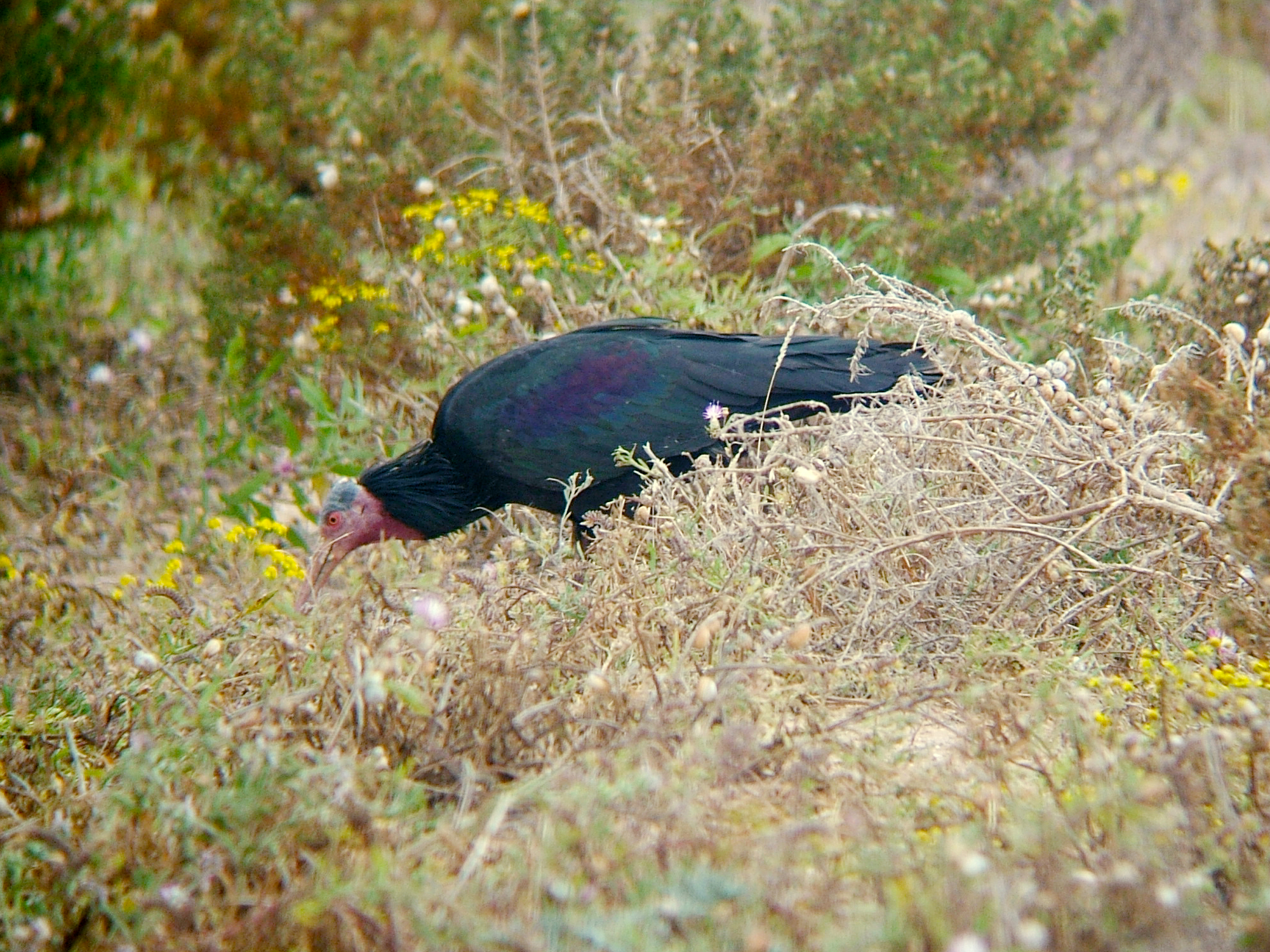
Wilder Waldrapp in Marokko

Aufgrund der Zuchterfolge in Zoos (z. B. Tiergarten Schönbrunn, Thüringer Zoopark Erfurt) stehen genügend Tiere zur Auswilderung zur Verfügung. Ursprünglich von der Konrad Lorenz Forschungsstelle in Grünau im Almtal in Österreich ausgehend, wurden vom Artenschutzprojekt Waldrappteam einige Auswilderungsprojekte für Österreich (Grünau im Almtal, Kuchl), Deutschland (Burghausen, Überlingen) und Italien gestartet.
Das Projekt Waldrappteam wurde und wird mit viel Aufwand betrieben, erlitt aber immer wieder Rückschläge. Das Hauptproblem für die Auswilderung ist die Tatsache, dass der Waldrapp ein Zugvogel ist, der die Flugroute im ersten Jahr von den Eltern erlernen muss. Von Menschen aufgezogene Jungvögel kennen diese Flugroute nicht. Sie fliegen zwar im August von ihren Wohnplätzen ab, aber nicht gemeinsam und nicht in die gleiche Richtung. Eine Möglichkeit, sie anzulernen, besteht darin, dass ihre menschlichen Zieheltern, auf die sie geprägt sind, ihnen mit Ultraleichtflugzeugen vorausfliegen und ihnen den Weg zeigen. Der Film Amy und die Wildgänse machte das Team auf diese Möglichkeit 1996 aufmerksam, welcher auf den Erfahrungen mit ähnlichen Problemen bei Kanadagänsen beruht.
Im Rahmen des Europäischen LIFE+EU-Projektes, das unter anderem vom WWF unterstützt wird, soll der Waldrapp wieder als echter Zugvogel in Deutschland angesiedelt werden. Nachzuchten aus österreichischen Tierparks werden aufgezogen und über die Alpen in ein italienisches Überwinterungsgebiet begleitet, um von dort mit ihren Artgenossen im Frühjahr selbstständig nach Norden zu fliegen. Ziel des EU-Projekts ist es, eine eigenständige europäische Waldrapp-Population zu schaffen, deren Tiere wieder ein Zugverhalten wie ihre Vorfahren zeigen.
Ein wichtiger technischer Bestandteil der Projekte mit ziehenden Waldrappen ist die Anwendung hochmoderner, leichter GPS-Geräte. Sie werden den Vögeln auf den Rücken geschnallt, um die genaue Position der Tiere jederzeit abrufen zu können. Die aktuellen Standorte von 241 Waldrappen können mit Hilfe der vom Max-Planck-Institut für Ornithologie mitentwickelten Mobile App Animal Tracker verfolgt werden.
Ende 2020 umfasste die Population der aus Deutschland, Österreich und der Schweiz nach Italien migrierenden Population bereits 160 wildlebende Individuen, aufgeteilt auf vier Brutkolonien mit einem gemeinsamen Wintergebiet in der südlichen Toskana.
Damit gibt es zusammen mit den 180 Vögeln in Spanien (siehe unten) wieder etwa 340 freilebende Waldrappe in Europa, die in mindestens sechs Kolonien brüten.

### Österreich
Beim ersten österreichischen Migrationsversuch 2003 gab es noch verschiedene Probleme, die aber wichtige Erkenntnisse für das Projekt lieferten.
Alle Vögel dieses ersten Versuchs leben jetzt im Wildpark Rosegg in Kärnten, wo sie im Freiflug gehalten werden und seit 2005 brüten. Nach einer ersten erfolgreichen Migration mit sieben Vögeln im Jahr 2004 konnte das Waldrappteam im Folgejahr 2005 erneut sieben handaufgezogene Waldrappe in die WWF Oasi della Laguna di Orbetello in der südlichen Toskana führen; seit 350 Jahren sind Waldrappe nun erstmals wieder von Mitteleuropa in ein Wintergebiet geflogen. Dies zeigt, dass einer Wiederansiedlung der Waldrappe im nördlichen Voralpengebiet, also dem historischen Verbreitungsgebiet in Mitteleuropa, keine unüberwindlichen Hindernisse entgegenstehen. Im Jahr 2007 kamen erstmals wieder Waldrappe selbstständig aus Italien nach Österreich zurück. Ein Paar zog erfolgreich drei Jungtiere auf, die aber während der Migration verloren gingen. 2008 wurden schließlich die beiden ersten Waldrappe seit Hunderten von Jahren von einem erwachsenen Artgenossen in ein Überwinterungsgebiet geführt.
Salzburg ist ein bekannter historischer Brutstandort der Waldrappe, wobei der Mönchsberg, der bis ins Mittelalter eine der größten Brutkolonien Europas beherbergte, häufig erwähnt wird. Dort ist heute keine Wiederansiedlung möglich. 2011 wurde ausgehend von einem Trainingscamp in Anif eine menschengeführte Migration durchgeführt. Zielsetzung des Projektes Reason for Hope war die Gründung einer eigenständigen, migrierenden Brutkolonie von zumindest 40 Individuen bis Ende 2019. Der Georgenberg der Gemeinde Kuchl – ein Inselfels im Salzachtal etwa 15 km südlich der Stadt Salzburg – stellt geeignete Felsstrukturen als Brutstandorte zur Verfügung, wobei ab 2014 die Waldrappe in eine Voliere gebracht wurden.
Zwischenzeitlich kam es zu Uhu-Attacken, sodass die Waldrapp-Brutkolonie aufgelassen werden musste. Die Brutpaare und neun Küken wurden nach Burghausen umgesiedelt. 2019 beherbergte der Georgenberg die größte europäische Brutkolonie. In acht Nestern waren 27 Küken geschlüpft und es wurden noch mehr erwartet. Aufgrund der COVID-19-Pandemie konnte 2020 keine Begleitung mit Leichtflugzeugen durchgeführt werden. Trotzdem reisten im März 15 Tiere selbstständig aus der Toskana in den Tennengau. Aktuell leben circa 200 Exemplare verteilt auf vier Brutkolonien in Österreich.

### Deutschland
In Bayern wurden von 2007 bis 2010 jeweils etwa 15 handaufgezogene Waldrappe von Burghausen in Bayern mit Leichtflugzeugen in die WWF-Oasi della Laguna di Orbetello geführt, seit 2008 östlich um die Alpen herum, da der direkte Weg über die Alpenpässe für Leichtflugzeug und Vögel problematisch war. 2011 wurden die ersten zwei Waldrappe der erfolgreichen Migration 2008 geschlechtsreif, flogen aber nicht alleine zurück in das Brutgebiet Burghausen. Ein Weibchen, das allerdings noch nicht geschlechtsreif war, ist ohne menschliche Hilfe ins Brutgebiet zurückgekehrt. Seitdem konnte die Waldrapp-Population immer weiter vergrößert werden und die selbstständige Alpenüberquerung der Vögel klappte erfolgreich.
In Baden-Württemberg wurde im Jahr 2017 in Hödingen, einem Teilort von Überlingen am Bodensee, ein Wiederansiedlungsprojekt vom Biologen des österreichischen Waldrappteams etabliert. Im ersten Jahr wurden 31 und im Jahr 2018 dann 33 Waldrapp-Küken aus Brutkolonien für die Handaufzucht ausgewählt. Sie wurden von zwei erfahrenen Ziehmüttern betreut. Ende August 2018 flogen 29 Waldrappe in menschlicher Begleitung innerhalb von 13 Tagen über die Alpen ins Winterquartier in die Toskana zum WWF-Schutzgebiet Laguna di Orbetello. Ein beringter Waldrapp der 2017er Handaufzucht wurde im Juli 2019 in der Schweiz in Domat/Ems bei Chur gesichtet und aus der Nähe fotografiert.
Im Jahr 2019 wurde ein neues Trainingslager für rund 30 Waldrapp-Küken in Heiligenberg bei Überlingen eingerichtet, damit die Aufzucht durch zurückkehrende Wildvögel, die Hödingen erreichen könnten, nicht beeinträchtigt wird. Erst 2020 erwartete man die Rückkehr von ausgewilderten Waldrappen „der ersten Überlinger Generation“, die nach drei Jahren geschlechtsreif und brutfähig geworden waren.  Im Jahr 2020 waren einige dreijährige Waldrappe aus dem Winterquartier in der Toskana über die Alpen zurückgeflogen und Anfang Mai am Bodensee angekommen. Sie haben ihre Ziehmutter erkannt und wurden von ihr weiter unterstützt. Im Sommer 2020 hielten sich zwölf Waldrappe im Freien im Bodenseegebiet auf, die dann im frühen Herbst zum Überwintern in Richtung Italien aufbrachen.
Im Frühjahr 2021 wurden zwei Waldrappe aus der Überlinger Zucht im Raum Freiburg gesichtet: Zoppo, der 2017 geschlüpft ist, und Obelix von 2019. Bis Anfang Juni 2021 kehrten etwa zwei Dutzend Waldrappe verschiedener Jahrgänge in die Umgebung des westlichen Bodensees zurück. Mehrere Paare bauten Nester in einer hölzernen Brutwand auf einer Streuobstwiese oberhalb des Überlinger Ortsteils Goldbach. Der einstige Plan, die Nester in eine Felswand in der Nähe des Uferparks der Landesgartenschau Überlingen 2021 zu verlegen, wurde für 2021 verworfen.
Trotz der erfolgreichen Ansiedlung einer vielköpfigen Kolonie bei Überlingen war es auch im Jahr 2022 nicht möglich, den Nachwuchs aus einer Brutwand in eine nahe gelegene Felswand umzusiedeln.
Im Jahr 2023 haben die Waldrappen, die an den Bodensee zurückgekehrt waren, nochmals die künstliche Brutwand bevorzugt. Außerdem wurden 35 Jungvögel von Überlingen nach Hilzingen umgesiedelt, damit sie per Handaufzucht von zwei Ziehmüttern auf dem Flugplatz Binningen auf eine Migration nach Andalusien vorbereitet werden konnten. Die Migration mit einer Flugstrecke von 1600 Kilometern wurde Ende August 2023 gestartet und nach mehreren Pausen Mitte Oktober im Überwinterungsgebiet in Vejer de la Frontera erfolgreich beendet.

### Schweiz

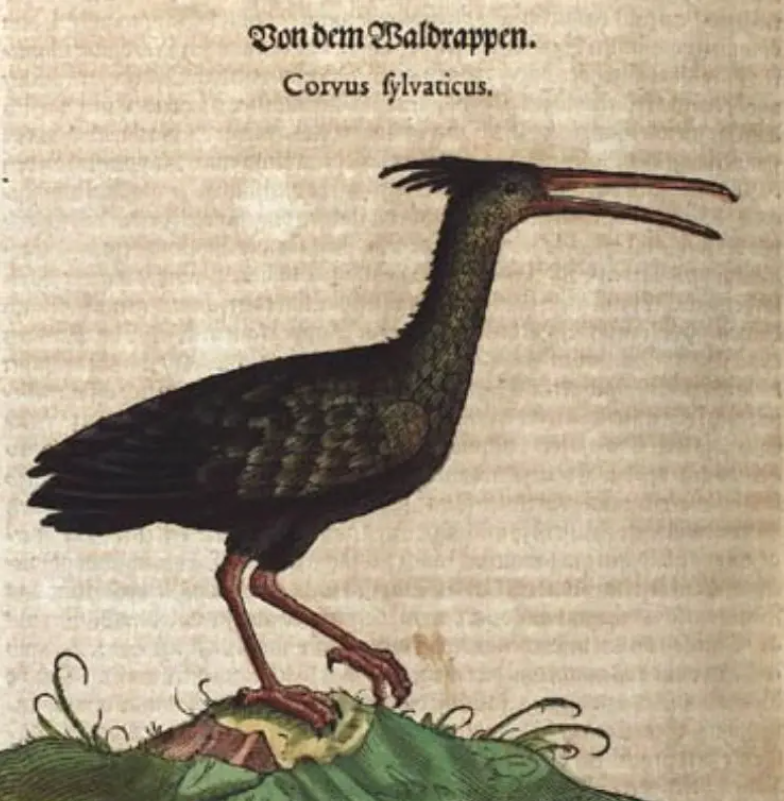
Bis Ende des 17. Jahrhunderts lebten Rappe in den Felswänden des Sarganserlands. Abbildung eines Waldrapps des Züricher Naturforschers Conrad Gessner.

Im Juni 2023 berichteten Schweizer Medien, dass in Rümlang erstmals seit über 400 Jahren ein Waldrapp-Paar in der Schweiz in freier Wildbahn nistet. 2024 sollte in der Nähe des Tierparks Goldau die erste migrierende Waldrapp-Kolonie des Landes eingerichtet werden.

### Spanien
In Spanien läuft seit dem Jahr 2003 ein fünfjähriges Auswilderungsprojekt mit Tieren, die aus europäischen Zoos stammen. Im Dezember 2004 wurden in La Janda in Andalusien in der Nähe von Cádiz 21 Tiere ausgewildert. Die Tiere wurden in den Zoos von ihren Eltern aufgezogen und im Alter von sechs Monaten im Rahmen des Artenschutz-Projekts nach Spanien gebracht. Vier der Jungtiere stammten aus dem Zoo Heidelberg. Ein Paar brütete im Jahr 2009 erfolgreich im Parque Natural de La Breña y Marismas del Barbate in der Nähe von Cádiz. Mittlerweile hat sich diese Wildpopulation sehr gut entwickelt, von einer Kolonie von neun Brutpaaren (2011), zehn (2012), 15 (2013) auf 23 Brutpaare im Jahr 2014, die 2014 25 Jungvögel erfolgreich aufzogen. 2014 betrug der Gesamtbestand dieser spanischen Kolonie 78 Wildvögel, aufgeteilt auf zwei separate Kolonien, ursprünglich an den Klippen entlang der Atlantikküste, die sich 2012 in eine zweite Kolonie im Landesinnern in den Felsen entlang der Landstraße bei La Barca de Vejer im Gemeindegebiet Vejer de la Frontera ausgebreitet hatte (Artenschutzprojekt Proyecto Eremita).
Im Jahre 2022 betrug der Gesamtbestand der in Spanien in der Nähe von Cádiz freilebenden Waldrappe etwa 180 Individuen, die sich in einem Umkreis von etwa 50 km bewegen.

### Marokko
Ein weiteres Auswilderungsprojekt läuft in Mezguitem in Marokko, wo Waldrappe bis 1985 brüteten und bis 1995 vorkamen. 2001 waren dort die ersten Jungvögel geschlüpft.

### Syrien
In Syrien, nahe der Stadt Palmyra, wurde 2010 eine Supplementierung der Restpopulation mit Jungvögeln aus der türkischen Freiflughaltung versucht. Dabei wurden drei Junge in eine Voliere in die Wüste gebracht. Tatsächlich vergesellschafteten sich die drei letzten wildlebenden Altvögel mit ihnen. Ein erwachsenes Weibchen nahm die Jungvögel auf dem Zug Richtung Äthiopien über eine weite Strecke bis Saudi-Arabien mit, bevor sich die Tiere trennten. Derartige Programme erscheinen als einzige Möglichkeit, die restliche Waldrapp-Population im Nahen Osten zu retten, und sollen in Zukunft fortgesetzt werden.

### Schweden
Am 31. Oktober 2023 wurden in Schweden fünf Waldrappe aus Österreich gesichtet, die einem dortigen Auswilderungsprojekt angehören. Es wird angenommen, dass sie sich verirrt hatten und „versehentlich in Schweden statt in der Toskana gelandet“ sind.

## Waldrapp und Mensch

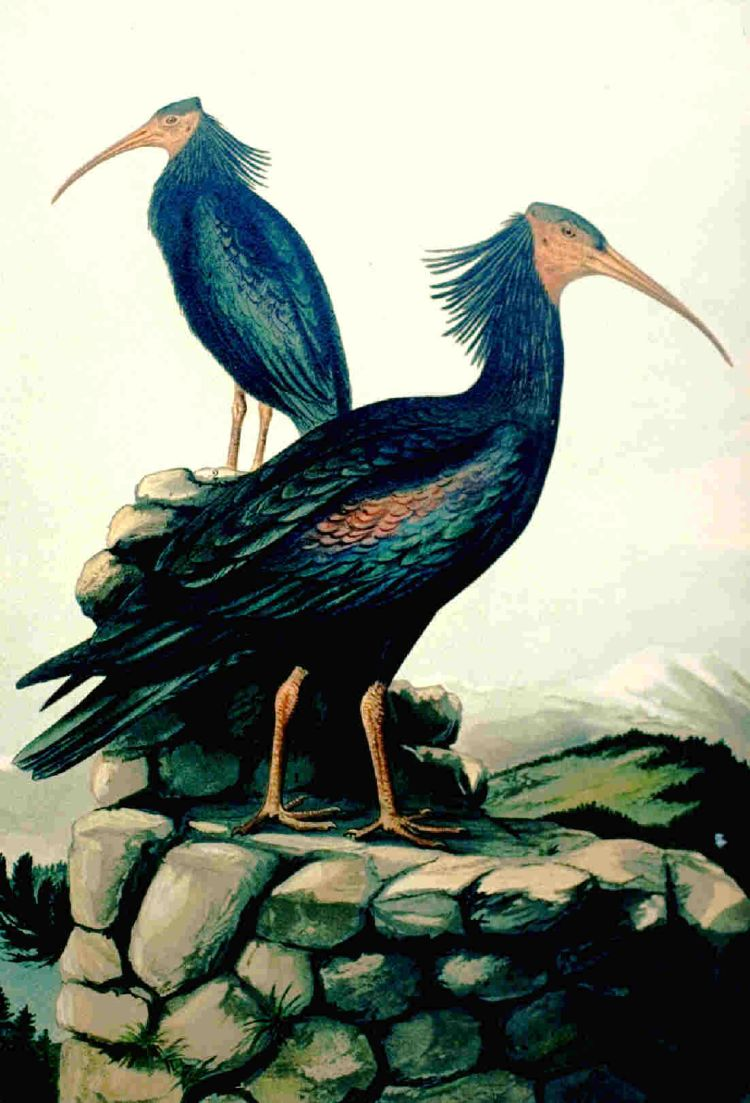
Waldrapp in einer historischen Darstellung

- Im frühen und alten Ägypten galt der Waldrapp als Lichtbringer und Verkörperung des menschlichen Geistes. Er wurde Ach genannt. Bereits in den frühen Dynastien glaubte man, dass der Mensch nach seinem Tode als verklärter und vergöttlichter Ach in den Himmel auffahren und zu einem Stern werden würde. Die Gestalt des Waldrapps fand Eingang in die Hieroglyphenschrift und ist als Gardiner-Zeichen G25 registriert.[55][56]
- Im Islam wird der Waldrapp als Glücksbringer angesehen, der Noah nach der Sintflut den Weg vom Berg Ararat ins fruchtbare Tal des Euphrat gezeigt haben soll.[7]
- Aus dem 4. Jahrhundert nach Christus stammen Berichte, wonach der Waldrapp bei den römischen Befestigungsanlagen von Sponeck am Kaiserstuhl heimisch war. Diese Aussage wird durch archäologische Knochenfunde nahe der Burg bestätigt.[57]
- Die erste ornithologische Beschreibung des Waldrapps erfolgte im Jahr 1557 durch den Schweizer Naturforscher Conrad Gessner unter der Bezeichnung Phalacrocorax. Er erwähnt, dass die Bewohner der Alpen den Waldrapp als „Waldrab“ und „Klausrab“ bezeichnen und in Italien junge Vögel als Delikatessen gelten würden.[57][7]

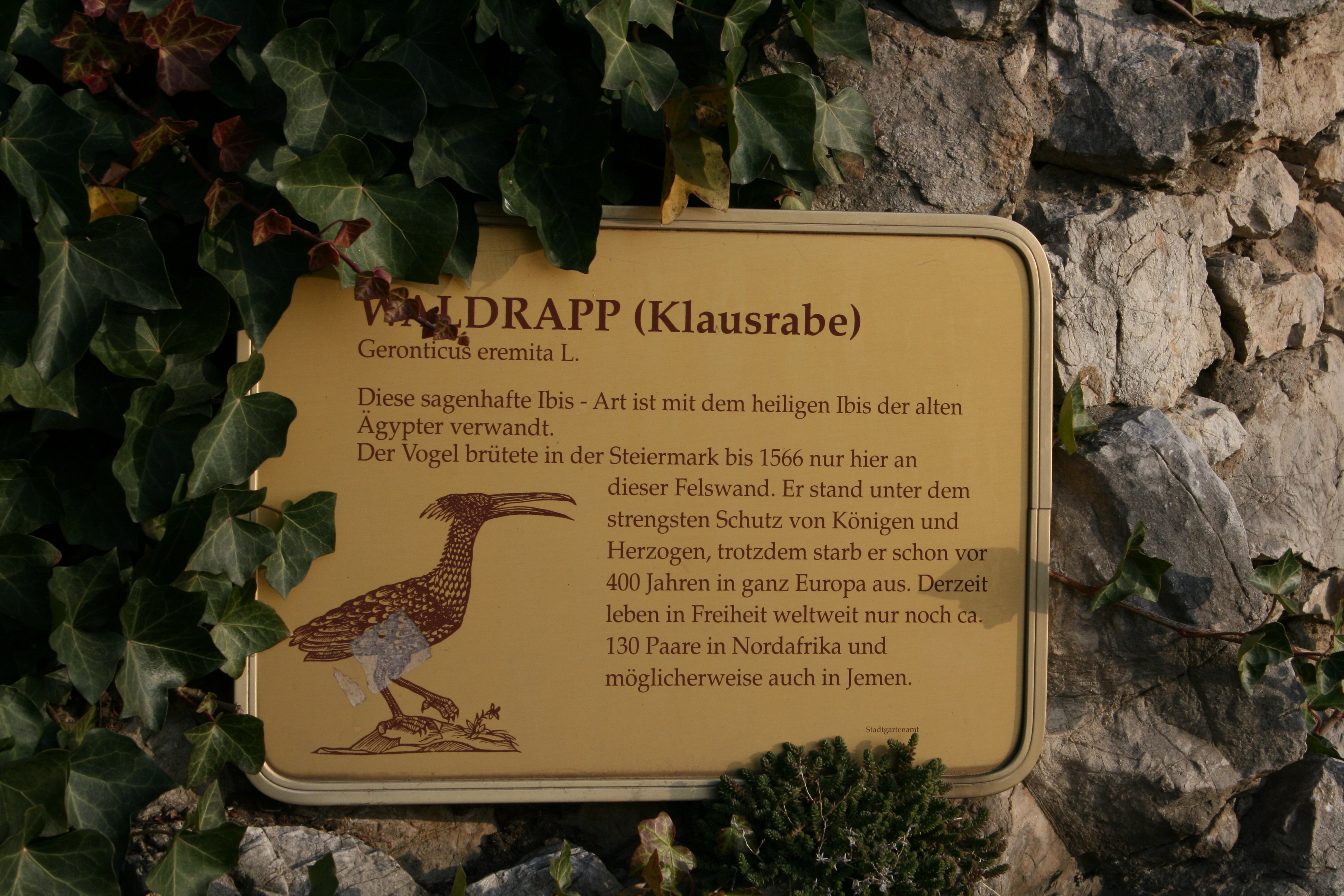
Informationstafel am Grazer Schloßberg

- Im 17. Jahrhundert wurden Waldrappe im Orient geschützt, da verschiedene Nomadenstämme glaubten, dass sie in ihrem schillernden Gefieder die Seelen der Verstorbenen davontragen würden. In Europa hingegen waren Waldrappe unter dem Namen „Schopfibis“ als Delikatesse sehr gefragt, als „Waldrapp“ galten sie als ornithologische Kostbarkeit. Jäger, Sammler und Trophäenjäger plünderten Nester, stahlen Jungtiere für Zoos und erlegten adulte Tiere, um sie dann zu Zwecken der Tierpräparation an Naturkundemuseen und Sammler zu verkaufen. Die Folge war eine massive Dezimierung sämtlicher Bestände in Europa, sodass der Waldrapp in weiten Teilen ausstarb. In Deutschland war er bereits 1627 ausgelöscht.[7]
- Zeitweilig für ein Fabeltier gehalten,[58] war die Sensation umso größer, als die Vogelkundler Walter Rothschild, Ernst Hartert und Otto Kleinschmidt 1897 zweifelsfrei nachwiesen, dass der mittelalterliche Waldrapp mit dem im Laufe des 19. Jahrhunderts im Nahen Osten und in Nordafrika entdeckten Schopfibis identisch ist.
- Das Museum Kuchl widmete seine Sonderausstellung 2016 dem Waldrapp, der dort am Georgenberg brütet.
- Gebietsweise problematisch sind traditionelle Vogeljagden, die die Aufzuchtbemühungen rund um den Waldrapp gefährden bzw. ganz zunichtemachen.[59]
- Am Kriegssteig durch die Westwand des Grazer Schloßbergs wurde um 2000 eine Infotafel am Fels mit einer Zeichnung des Waldrapps montiert, jedoch um 2015 entwendet. Bis zum 16. Jahrhundert brütete die Art am Schloßberg.
- Am 11. Juli 2025 wurde das Waldrappexemplar Titanus aus einem Artenschutzprogramm beim Abflug nach dem Stochern nach Nahrung auf dem Golfplatz in Hallein-Rif, Land Salzburg von einem Golfball getroffen und getötet.[60]

## Trivia
In der seit 2014 erscheinenden Comicserie Der letzte Kobold der deutschen Künstler Dirk Seliger (Text und Szenario) und Stefan Pede (Zeichnungen und Kolorierung) ist ein Waldrapp namens Luno neben dem titelgebenden letzten Kobold eine der beiden Hauptfiguren. Die Serie umfasst aktuell fünf Comic-Alben.